# Gérard Lemaire
Pour les articles homonymes, voir Lemaire.
Gérard Lemaire, né à Lille le 9 octobre 1947 et mort le 26 avril 2017 à Toulon-sur-Arroux, est un acteur et animateur de radio français, cofondateur de la radio libre Ici et Maintenant !.

## Biographie
Gérard Lemaire est un comédien formé au Théâtre populaire des Flandres (TPF, Lille), au cours Simon et au cours Viriot — prix d’interprétation Terence Young —. Il fait ses débuts au théâtre au sein de compagnies itinérantes. Ses passions pour la musique et la liberté en font un pionnier de la radio libre,,. Il est en 1980 l'un des principaux animateurs-fondateurs avec Didier de Plaige et Guy Skornik de la radio Ici et Maintenant ! qu'il anima jusqu'en 1996,. Il coproduit des émissions radiophoniques avec le Centre Pompidou entre 1985 et 1988. En 1999, il renoue avec le théâtre, où il se produit seul en scène, et le cinéma par le biais du court métrage. De 2001 à 2012, il est animateur de l'émission Dimanche Minuit sur Aligre FM.

## Théâtre
- Membre de compagnies itinérantes : Compagnie Le Grimasque, Transit 777, Friends Roadshow Jango Edwards, Cie du Capricorne Diane Delmont, Cie Lire autrement Simone Hérault.
- En 2005 il adapte des textes de chansons de Léo Ferré : Y’en a marre et Le Bonheur, Paroles de Léo Ferré, mis en scène par Dominique Viriot et Guillaume Sentou (Garnier et Sentou).

## Filmographie

### Cinéma

#### Longs métrages
- 1973 : R.A.S. d’Yves Boisset[11]
- 1974 : Le Mouton enragé de Michel Deville[12]
- 1974 : Les Gaspards de Pierre Tchernia
- 1974 : La Gifle de Claude Pinoteau[11]
- 1974 : L’Ironie du sort d’Édouard Molinaro
- 1974 : Le Fantôme de la liberté de Luis Buñuel
- 1975 : Le Chat et la Souris de Claude Lelouch[11]
- 1975 : Catherine et compagnie de Michel Boisrond[12]
- 1975 : Cousin, cousine de Jean-Charles Tacchella[12]
- 1976 : L’Idole des jeunes d’Yvan Lagrange
- 1977 : La Septième Compagnie au clair de lune de Robert Lamoureux[12]
- 1979 : Il y a longtemps que je t’aime de Jean-Charles Tacchella[12]
- 1980 : La Boum de Claude Pinoteau[12]
- 1980 : Terreur cannibale d'Alain Deruelle[12]
- 1981 : Croque la vie de Jean-Charles Tacchella[12]
- 1992 : L’Homme de ma vie de Jean-Charles Tacchella[12]
- 1994 : La Vengeance d’une blonde de Jeannot Szwarc[12]
- 2012 : London, Paris, New York (en), d’Anuradha Menon (en)

#### Moyen métrage
- 2008 : Le Cabinet de Ferdinand von Blumenfeld, d’Edmund Kuppel

#### Courts métrages
- 2001 : M. Maléfice, de Martin Taylor
- 2002 : Liens de sang, de Gwenaëlle Blaison
- 2009 : King Richard, de Francis Wolff
- 2009 : Qui s’y frotte s’y pique, de Julien Chagnon et Nicolas Wattebled
- 2011 : Démence, de Francis Wolff
- 2012 : La Boîte, de Francis Wolff

et des participations dans:
- 2010 : Caen vu par… ses réalisateurs : « Froide rue » d’Alexis Mallet
- 2013 : L’Aphoriste de Fabrice Boudin

### Télévision
- 1976 : Journal d'un prêtre ouvrier de Maurice Failevic, Claude[12]
- 1981 : Caméra une première - épisode : L'Âge d'aimer, téléfilm de Jean-François Delassus[12]
- 1985 : Châteauvallon de Paul Planchon, Serge Friedman et Emmanuel Fonlladosa, (série)[12]
- 1991 : Bébé express de François Dupont-Midy

## Radio
- Cofondateur, producteur de radio Ici et Maintenant (1980–1996)[3],[4],[5]
- Animateur de British Rock Invasion, série sur KYA, San Francisco, Californie (1983)
- Chef d’antenne de Radio Véronique, première radio libre d’Atlantique, de Québec à Saint-Malo, à bord du Mermoz : Cap sur l’Avenir avec l’Office franco-québécois pour la jeunesse (1984)
- Responsable des productions radiophoniques du Centre Pompidou Paris (1985 à 1988 )
- Animateur d’émissions, d’ateliers radiophoniques et musicaux sur le thème "France-Maghreb" à Leipzig, Allemagne (1998)
- 2001-2012 : producteur sur Aligre FM : Dimanche Minuit, programme musical éclectique.